# U-Bahn-Station Braunschweiggasse
Braunschweiggasse is een metrostation in het district Hietzing van de Oostenrijkse hoofdstad Wenen. Het station werd geopend op 1 juni 1898 en wordt bediend door lijn U4. Het station is genoemd naar de gelijknamige straat, die op zijn beurt is genoemd naar Wilhelm von Braunschweig, eigenaar van het Cumberlandpaleis vlak ten noorden van Schönnbrunn, dat dienst doet als Tsjechische ambassade.

## Geschiedenis
Het station dat in opdracht van de Commission für Verkehrsanlagen in Wien werd gebouwd was onderdeel van de Wientallinie van de Stadtbahn. Het stationsgebouw werd in juni 1896 opgeleverd. Het eerste deel van de Wientallinie werd op 1 juni 1898 geopend tussen Meidling Hauptstraße en Wien Hütteldorf. In 1925 werd de Stadtbahn heropend met elektrische tractie. Het door Otto Wagner ontworpen stationsgebouw ging verloren door bombardementen op 21 februari 1945. De reizigersdienst op de lijn werd op 27 juni 1945 maar het station kwam pas op 28 november 1948 weer in bedrijf. Tussen 1979 en 1982 werd het station omgebouwd tot metrostation in de stijl van de Architektengruppe U-Bahn met witte panelen en biezen in de lijnkleur, zoals standaard voor de Weense metro. Het station ligt in een tunnelbak tussen de Wien en de Hietzinger Kai met toegangen bij de Braunschweiggasse en in de Jenullgasse, gelegen in het 14e district. 